# Тетельбаум, Илья Маркович
Илья Маркович Тетельбаум (1910—1992) — доктор технических наук, профессор кафедры вычислительной техники Московского энергетического института.

## Биография
Илья Маркович Тетельбаум родился 8 августа 1910 года в Киеве. Его отец был служащим. Окончив школу, он поступил в институт, а затем ушел в Красную армию, совмещая службу и учёбу. Со временем его перевели в Белоруссию, где он также продолжил свое обучение.
В 1931 году Илья Тетельбаум начал работать техником-электриком. Спустя год окончил Киевский энергетический институт с квалификацией инженера-электрика по передаче и распределению электрической энергии. Он начал работать на строительстве объектов обороны и в том же году стал заведующим электромеханической лабораторией завода «Укркабель». Позднее он получил направление на железнодорожный транспорт и работал в должности старшего инженера по проектированию электросиловых установок. В период с 1936 по 1944 год Илья Тетельбаум был старшим научным сотрудником института строительной механики Академии наук УСРР.
В 1936 году Тетельбаум начал работать преподавателем. Он заведовал кафедрой производства и распределения электрической энергии на электротехническом факультете Киевского сельскохозяйственного института.
В 1940 году Илья Маркович защитил диссертацию, тема которой была связана с моделированием колебаний валов авиационных двигателей. Ему присвоили степень кандидата технических наук. Илья Тетельбаум был одним из тех учёных, кто первым занялся созданием и развитием Вычислительного центра МЭИ.
В 1951 году у него уже было учёное звание старшего научного сотрудника и доцента. В 1951 году начал работу в МЭИ, где читал лекции спецкурса «Электрическое моделирование». В марте 1953 года Илья Тетельбаум стал штатным сотрудником кафедры счетно-решающих приборов и устройств на должности доцента. Работал в МЭИ до 1979 года. В 1960 году стал заместителем заведующего кафедрой по учебным вопросам.
Среди его учеником был Ф. М. Шлыков.
В 1962 году Илья Тетельбаум получил степень доктора технических наук, в апреле 1964 года — ученое звание профессора. Он был автором учебно-методических пособий и монографий: «Аналоговые вычислительные машины на операционных усилителях», «Электрическое моделирование», «Методы аналогового моделирования».
В 1970-х годах заинтересовался аналоговым моделированием в области медицины.
Умер в 1992 году, похоронен на еврейском участке Малаховского кладбища.